# Copa Verde de Futebol de 2019
A Copa Verde de 2019 foi a sexta edição da competição de futebol realizada entre clubes brasileiros dos estados da região Norte e da região Centro-Oeste, além do Espírito Santo. A competição contou com 24 times participantes,  escolhidos a partir de seu desempenho nos campeonatos estaduais e pela posição no Ranking da CBF.

## Formato e regulamento
A competição será disputada em cinco fases eliminatórias, com jogos de ida e volta. Na primeira fase, os 16 clubes piores colocados no Ranking da CBF se enfrentam, avançando oito times para a segunda fase (oitavas de final) para enfrentar os oito melhores ranqueados. A partir daí, o chaveamento segue para as quartas de final, semifinal e final. O campeão ingressará nas oitavas de final da Copa do Brasil de 2020.

## Participantes

### Estaduais e seletivas
| UF                 | Clube           | Cidade       | Forma de Classificação                  | Estádio (mando)       | Capacidade | Títulos        |
| ------------------ | --------------- | ------------ | --------------------------------------- | --------------------- | ---------- | -------------- |
| Acre               | Galvez          | Rio Branco   | Vice-campeão do Estadual 2018           | Arena da Floresta     | 20 000     | 0 (não possui) |
| Acre               | Humaitá         | Porto Acre   | 5º colocado do Estadual 2018            | Arena da Floresta     | 20 000     | 0 (não possui) |
| Amapá              | Ypiranga-AP     | Macapá       | Campeão do Estadual 2018                | Zerão                 | 13 680     | 0 (não possui) |
| Amazonas           | Manaus          | Manaus       | Campeão do Estadual 2018                | Arena da Amazônia     | 44 000     | 0 (não possui) |
| Amazonas           | Fast Clube      | Manaus       | Vice-campeão do Estadual 2018           | Colina                | 10 451     | 0 (não possui) |
| Distrito Federal   | Sobradinho      | Sobradinho   | Campeão do Metropolitano 2018           | Augustinho Lima       | 15 000     | 0 (não possui) |
| Distrito Federal   | Brasiliense     | Taguatinga   | Vice-campeão do Metropolitano 2018      | Boca do Jacaré        | 28 800     | 0 (não possui) |
| Espírito Santo     | Vitória-ES      | Vitória      | Campeão da Copa Espírito Santo 2018     | Kleber Andrade        | 21 000     | 0 (não possui) |
| Espírito Santo     | Real Noroeste   | Águia Branca | 4º colocado da Copa Espírito Santo 2018 | José Olímpio da Rocha | 5 281      | 0 (não possui) |
| Goiás              | Goiás           | Goiânia      | Campeão do Estadual 2018                | Serrinha              | 9 900      | 0 (não possui) |
| Mato Grosso        | Cuiabá          | Cuiabá       | Campeão do Estadual 2018                | Arena Pantanal        | 44 000     | 1 (2015)       |
| Mato Grosso        | Sinop           | Sinop        | Vice-campeão do Estadual 2018           | Gigante do Norte      | 13 000     | 0 (não possui) |
| Mato Grosso do Sul | União ABC       | Campo Grande | 7º colocado do Estadual 2018            | Moreninhas            | 4 500      | 0 (não possui) |
| Mato Grosso do Sul | Costa Rica      | Costa Rica   | 10º colocado do Estadual 2018           | Laertão               | 5 000      | 0 (não possui) |
| Pará               | Remo            | Belém        | Campeão do Estadual 2018                | Mangueirão            | 45 007     | 0 (não possui) |
| Pará               | Bragantino-PA   | Bragança     | 3º colocado do Estadual 2018            | Diogão                | 11 000     | 0 (não possui) |
| Rondônia           | Genus           | Porto Velho  | 6º colocado do Estadual 2018            | Aluizão               | 7 000      | 0 (não possui) |
| Roraima            | São Raimundo-RR | Boa Vista    | Campeão do Estadual 2018                | Ribeirão              | 3 000      | 0 (não possui) |

Obs.: O estado do Tocantins, que a princípio seria representado pelo Palmas, ficou sem representantes após o mesmo desistir, sendo substituído por clube de outra federação.

### Ranking da CBF
| UF          | Clube            | Cidade             | Forma de Classificação          | Estádio (mando) | Capacidade | Títulos         |
| ----------- | ---------------- | ------------------ | ------------------------------- | --------------- | ---------- | --------------- |
| Acre        | Atlético Acreano | Rio Branco         | 64º colocado no Ranking da CBF  | Florestão       | 10 000     | 0 (não possui)  |
| Amapá       | Santos-AP        | Macapá             | 68º colocado no Ranking da CBF  | Zerão           | 13 680     | 0 (não possui)  |
| Amazonas    | Nacional-AM      | Manaus             | 90º colocado no Ranking da CBF  | Colina          | 10 451     | 0 (não possui)  |
| Goiás       | Iporá            | Iporá              | 151º colocado no Ranking da CBF | Ferreirão       | 3 500      | 0 (não possui)  |
| Mato Grosso | Luverdense       | Lucas do Rio Verde | 30º colocado no Ranking da CBF  | Passo das Emas  | 10 000     | 1 (2017)        |
| Pará        | Paysandu         | Belém              | 27º colocado no Ranking da CBF  | Curuzu          | 16 200     | 2 (2016 e 2018) |

## Confrontos

### Primeira fase

#### Sorteio
| Pote 1 | Pote 2 |
| --- | --- |
| Nacional-AM (90) São Raimundo-RR (96) Genus (106) Brasiliense (117) Manaus (133) Iporá (151) Fast Clube (160) Galvez (189) | Real Noroeste (205) Bragantino-PA (–) Costa Rica (–) Humaitá (–) Sobradinho (–) União ABC (–) Vitória-ES (–) Ypiranga-AP (–) |

Entre parênteses, o Ranking da CBF
| Equipe 1      | Total       | Equipe 2        | 1.º jogo | 2.º jogo |
| ------------- | ----------- | --------------- | -------- | -------- |
| Humaitá       | 1–3         | Nacional-AM     | 1–1      | 0–2      |
| Bragantino-PA | 4–2         | São Raimundo-RR | 2–1      | 2–1      |
| Sobradinho    | 5–3         | Manaus          | 4–1      | 1–2      |
| Ypiranga-AP   | 4–2         | Fast Clube      | 3–0      | 1–2      |
| União ABC     | 4–1         | Galvez          | 1–0      | 3–1      |
| Vitória-ES    | 0–0 (3–5 p) | Brasiliense     | 0–0      | 0–0      |
| Costa Rica    | 4–2         | Genus           | 2–0      | 2–2      |
| Real Noroeste | 1–2         | Iporá           | 1–0      | 0–2      |

### Fase final

#### Tabela até a final
|  | Oitavas de final | Oitavas de final | Oitavas de final | Oitavas de final |       |                  | Quartas de final   | Quartas de final   | Quartas de final   | Quartas de final   |  |       | Semifinais                     | Semifinais                     | Semifinais                     | Semifinais                     |              |   | Final               | Final               | Final               | Final               |
|  | 6 a 21 de agosto | 6 a 21 de agosto | 6 a 21 de agosto | 6 a 21 de agosto |       |                  | 3 a 18 de setembro | 3 a 18 de setembro | 3 a 18 de setembro | 3 a 18 de setembro |  |       | 18 de setembro a 24 de outubro | 18 de setembro a 24 de outubro | 18 de setembro a 24 de outubro | 18 de setembro a 24 de outubro |              |   | 14 e 20 de novembro | 14 e 20 de novembro | 14 e 20 de novembro | 14 e 20 de novembro |
|  |                  |                  |                  |                  |       |                  |                    |                    |                    |                    |  |       |                                |                                |                                |                                |              |   |                     |                     |                     |                     |
|  | União ABC        | 2                | 2                | 4                |       |                  |                    |                    |                    |                    |  |       |                                |                                |                                |                                |              |   |                     |                     |                     |                     |
|  | Luverdense       | 3                | 6                | 9                |       |                  |                    |                    |                    |                    |  |       |                                |                                |                                |                                |              |   |                     |                     |                     |                     |
|  | Luverdense       | 3                | 6                | 9                |       | Luverdense       | 2                  | 2                  | 4                  |                    |  |       |                                |                                |                                |                                |              |   |                     |                     |                     |                     |
|  |                  |                  |                  |                  |       | Luverdense       | 2                  | 2                  | 4                  |                    |  |       |                                |                                |                                |                                |              |   |                     |                     |                     |                     |
|  |                  | Goiás            | 1                | 4                | 5     |                  |                    |                    |                    |                    |  |       |                                |                                |                                |                                |              |   |                     |                     |                     |                     |
|  | Brasiliense      | Goiás            | 1                | 4                | 5     | 0                | 1                  | 1                  |                    |                    |  |       |                                |                                |                                |                                |              |   |                     |                     |                     |                     |
|  | Brasiliense      |                  |                  |                  |       | 0                | 1                  | 1                  |                    |                    |  |       |                                |                                |                                |                                |              |   |                     |                     |                     |                     |
|  | Goiás            | 0                | 4                | 4                |       |                  |                    |                    |                    |                    |  |       |                                |                                |                                |                                |              |   |                     |                     |                     |                     |
|  | Goiás            | 0                | 4                | 4                |       |                  |                    |                    |                    |                    |  | Goiás | 1                              | 1                              | 2 (3)                          |                                |              |   |                     |                     |                     |                     |
|  |                  |                  |                  |                  |       |                  |                    |                    |                    |                    |  | Goiás | 1                              | 1                              | 2 (3)                          |                                |              |   |                     |                     |                     |                     |
|  |                  | Cuiabá (pen)     | 0                | 2                | 2 (4) |                  |                    |                    |                    |                    |  |       |                                |                                |                                |                                |              |   |                     |                     |                     |                     |
|  | Costa Rica       | Cuiabá (pen)     | 0                | 2                | 2 (4) | 2                | 3                  | 5                  |                    |                    |  |       |                                |                                |                                |                                |              |   |                     |                     |                     |                     |
|  | Costa Rica       |                  |                  |                  |       | 2                | 3                  | 5                  |                    |                    |  |       |                                |                                |                                |                                |              |   |                     |                     |                     |                     |
|  | Sinop            | 1                | 0                | 1                |       |                  |                    |                    |                    |                    |  |       |                                |                                |                                |                                |              |   |                     |                     |                     |                     |
|  | Sinop            | 1                | 0                | 1                |       | Costa Rica       | 1                  | 1                  | 2                  |                    |  |       |                                |                                |                                |                                |              |   |                     |                     |                     |                     |
|  |                  |                  |                  |                  |       | Costa Rica       | 1                  | 1                  | 2                  |                    |  |       |                                |                                |                                |                                |              |   |                     |                     |                     |                     |
|  |                  | Cuiabá           | 1                | 2                | 3     |                  |                    |                    |                    |                    |  |       |                                |                                |                                |                                |              |   |                     |                     |                     |                     |
|  | Iporá            | Cuiabá           | 1                | 2                | 3     | 1                | 1                  | 2 (5)              |                    |                    |  |       |                                |                                |                                |                                |              |   |                     |                     |                     |                     |
|  | Iporá            |                  |                  |                  |       | 1                | 1                  | 2 (5)              |                    |                    |  |       |                                |                                |                                |                                |              |   |                     |                     |                     |                     |
|  | Cuiabá (pen)     | 2                | 0                | 2 (6)            |       |                  |                    |                    |                    |                    |  |       |                                |                                |                                |                                |              |   |                     |                     |                     |                     |
|  | Cuiabá (pen)     | 2                | 0                | 2 (6)            |       |                  |                    |                    |                    |                    |  |       |                                |                                |                                |                                | Cuiabá (pen) | 0 | 1                   | 1 (5)               |                     |                     |
|  |                  |                  |                  |                  |       |                  |                    |                    |                    |                    |  |       |                                |                                |                                |                                |              | 0 | 1                   | 1 (5)               |                     |                     |
|  |                  | Paysandu         | 1                | 0                | 1 (4) |                  |                    |                    |                    |                    |  |       |                                |                                |                                |                                |              |   |                     |                     |                     |                     |
|  | Ypiranga-AP      | Paysandu         | 1                | 0                | 1 (4) | 0                | 1                  | 1                  |                    |                    |  |       |                                |                                |                                |                                |              |   |                     |                     |                     |                     |
|  | Ypiranga-AP      |                  |                  |                  |       | 0                | 1                  | 1                  |                    |                    |  |       |                                |                                |                                |                                |              |   |                     |                     |                     |                     |
|  | Atlético Acreano | 2                | 2                | 4                |       |                  |                    |                    |                    |                    |  |       |                                |                                |                                |                                |              |   |                     |                     |                     |                     |
|  | Atlético Acreano | 2                | 2                | 4                |       | Atlético Acreano | 2                  | 1                  | 3                  |                    |  |       |                                |                                |                                |                                |              |   |                     |                     |                     |                     |
|  |                  |                  |                  |                  |       | Atlético Acreano | 2                  | 1                  | 3                  |                    |  |       |                                |                                |                                |                                |              |   |                     |                     |                     |                     |
|  |                  | Remo             | 1                | 6                | 7     |                  |                    |                    |                    |                    |  |       |                                |                                |                                |                                |              |   |                     |                     |                     |                     |
|  | Sobradinho       | Remo             | 1                | 6                | 7     | 1                | 0                  | 1                  |                    |                    |  |       |                                |                                |                                |                                |              |   |                     |                     |                     |                     |
|  | Sobradinho       |                  |                  |                  |       | 1                | 0                  | 1                  |                    |                    |  |       |                                |                                |                                |                                |              |   |                     |                     |                     |                     |
|  | Remo             | 0                | 3                | 3                |       |                  |                    |                    |                    |                    |  |       |                                |                                |                                |                                |              |   |                     |                     |                     |                     |
|  | Remo             | 0                | 3                | 3                |       |                  |                    |                    |                    |                    |  | Remo  | 0                              | 1                              | 1                              |                                |              |   |                     |                     |                     |                     |
|  |                  |                  |                  |                  |       |                  |                    |                    |                    |                    |  | Remo  | 0                              | 1                              | 1                              |                                |              |   |                     |                     |                     |                     |
|  |                  | Paysandu         | 0                | 3                | 3     |                  |                    |                    |                    |                    |  |       |                                |                                |                                |                                |              |   |                     |                     |                     |                     |
|  | Nacional-AM      | Paysandu         | 0                | 3                | 3     | 0                | 0                  | 0                  |                    |                    |  |       |                                |                                |                                |                                |              |   |                     |                     |                     |                     |
|  | Nacional-AM      |                  |                  |                  |       | 0                | 0                  | 0                  |                    |                    |  |       |                                |                                |                                |                                |              |   |                     |                     |                     |                     |
|  | Paysandu         | 1                | 0                | 1                |       |                  |                    |                    |                    |                    |  |       |                                |                                |                                |                                |              |   |                     |                     |                     |                     |
|  | Paysandu         | 1                | 0                | 1                |       | Paysandu (pen)   | 1                  | 1                  | 2 (6)              |                    |  |       |                                |                                |                                |                                |              |   |                     |                     |                     |                     |
|  |                  |                  |                  |                  |       | Paysandu (pen)   | 1                  | 1                  | 2 (6)              |                    |  |       |                                |                                |                                |                                |              |   |                     |                     |                     |                     |
|  |                  | Bragantino-PA    | 1                | 1                | 2 (5) |                  |                    |                    |                    |                    |  |       |                                |                                |                                |                                |              |   |                     |                     |                     |                     |
|  | Bragantino-PA    | Bragantino-PA    | 1                | 1                | 2 (5) | 1                | 1                  | 2                  |                    |                    |  |       |                                |                                |                                |                                |              |   |                     |                     |                     |                     |
|  | Bragantino-PA    |                  |                  |                  |       | 1                | 1                  | 2                  |                    |                    |  |       |                                |                                |                                |                                |              |   |                     |                     |                     |                     |
|  | Santos-AP        | 0                | 1                | 1                |       |                  |                    |                    |                    |                    |  |       |                                |                                |                                |                                |              |   |                     |                     |                     |                     |

## Premiação
| Copa Verde de Futebol de 2019            |
| Mato Grosso                              |
| ---------------------------------------- |
| Cuiabá Esporte Clube Campeão (2º título) |

## Artilharia
| Gols | Jogador          | Equipe           |
| ---- | ---------------- | ---------------- |
| 5    | Douglas Oliveira | Luverdense       |
| 4    | Abu              | Luverdense       |
| 4    | Alexandre Alemão | União ABC        |
| 4    | Kanu             | Costa Rica       |
| 4    | Neto Baiano      | Remo             |
| 3    | Jô               | Atlético Acreano |
| 3    | Luan Rodrigues   | União ABC        |
| 3    | Nicolas          | Paysandu         |
| 3    | Rafael Moura     | Goiás            |
| 3    | Renatinho        | Goiás            |

### Hat-tricks
| Jogador     | Clube | Adversário       | Placar | Data           | Ref.   |
| ----------- | ----- | ---------------- | ------ | -------------- | ------ |
| Renatinho   | Goiás | Brasiliense      | 4–1    | 21 de agosto   | [ 15 ] |
| Neto Baiano | Remo  | Atlético Acreano | 6–1    | 15 de setembro | [ 16 ] |

## Maiores públicos
Esses são os dez maiores públicos da Copa Verde de 2019: 
| Nº | Público[PP] | Mandante      | Placar | Visitante        | Estádio        | Data           | Etapa     | Rodada | Ref.   |
| -- | ----------- | ------------- | ------ | ---------------- | -------------- | -------------- | --------- | ------ | ------ |
| 1  | 28 811      | Paysandu      | 0–1    | Cuiabá           | Mangueirão     | 20 de novembro | Final     | Volta  | [ 17 ] |
| 2  | 21 087      | Paysandu      | 3–1    | Remo             | Mangueirão     | 6 de outubro   | Semifinal | Volta  | [ 18 ] |
| 3  | 16 595      | Remo          | 0–0    | Paysandu         | Mangueirão     | 29 de setembro | Semifinal | Ida    | [ 19 ] |
| 4  | 12 732      | Remo          | 6–1    | Atlético Acreano | Baenão         | 15 de setembro | Quartas   | Volta  | [ 20 ] |
| 5  | 11 288      | Cuiabá        | 0–1    | Paysandu         | Arena Pantanal | 14 de novembro | Final     | Ida    | [ 21 ] |
| 6  | 5 610       | Paysandu      | 0–0    | Nacional-AM      | Curuzu         | 20 de agosto   | Oitavas   | Volta  | [ 22 ] |
| 7  | 5 560       | Remo          | 3–0    | Sobradinho       | Mangueirão     | 21 de agosto   | Oitavas   | Volta  | [ 23 ] |
| 8  | 4 002       | Bragantino-PA | 1–1    | Paysandu         | Diogão         | 18 de setembro | Quartas   | Volta  | [ 24 ] |
| 9  | 3 768       | Paysandu      | 1–1    | Bragantino-PA    | Mangueirão     | 11 de setembro | Quartas   | Ida    | [ 25 ] |
| 10 | 1 463       | Goiás         | 1–0    | Cuiabá           | Serrinha       | 18 de setembro | Semifinal | Ida    | [ 26 ] |

- PP. ^ Considera-se apenas o público pagante

## Classificação geral
| Pos | Equipes          | Pts | J | V | E | D | GP | GC | SG | Classificação ou eliminação     |
| --- | ---------------- | --- | - | - | - | - | -- | -- | -- | ------------------------------- |
| 1   | Cuiabá           | 13  | 8 | 4 | 1 | 3 | 8  | 7  | +1 | Finalistas                      |
| 2   | Paysandu         | 13  | 8 | 3 | 4 | 1 | 7  | 4  | +3 | Finalistas                      |
| 3   | Goiás            | 10  | 6 | 3 | 1 | 2 | 11 | 7  | +4 | Eliminados nas semifinais       |
| 4   | Remo             | 7   | 6 | 2 | 1 | 3 | 11 | 7  | +4 | Eliminados nas semifinais       |
| 5   | Bragantino-PA    | 12  | 6 | 3 | 3 | 0 | 8  | 5  | +3 | Eliminados nas quartas de final |
| 6   | Costa Rica       | 11  | 6 | 3 | 2 | 1 | 11 | 6  | +5 | Eliminados nas quartas de final |
| 7   | Luverdense       | 9   | 4 | 3 | 0 | 1 | 13 | 9  | +4 | Eliminados nas quartas de final |
| 8   | Atlético Acreano | 9   | 4 | 3 | 0 | 1 | 7  | 8  | –1 | Eliminados nas quartas de final |
| 9   | Iporá            | 6   | 4 | 2 | 0 | 2 | 4  | 3  | +1 | Eliminados nas oitavas de final |
| 10  | Sobradinho       | 6   | 4 | 2 | 0 | 2 | 6  | 6  | 0  | Eliminados nas oitavas de final |
| 11  | União ABC        | 6   | 4 | 2 | 0 | 2 | 8  | 10 | –2 | Eliminados nas oitavas de final |
| 12  | Nacional-AM      | 5   | 4 | 1 | 2 | 1 | 3  | 2  | +1 | Eliminados nas oitavas de final |
| 13  | Ypiranga-AP      | 3   | 4 | 1 | 0 | 3 | 5  | 6  | –1 | Eliminados nas oitavas de final |
| 14  | Brasiliense      | 3   | 4 | 0 | 3 | 1 | 1  | 4  | –3 | Eliminados nas oitavas de final |
| 15  | Santos-AP        | 1   | 2 | 0 | 1 | 1 | 1  | 2  | –1 | Eliminados nas oitavas de final |
| 16  | Sinop            | 0   | 2 | 0 | 0 | 2 | 1  | 5  | –4 | Eliminados nas oitavas de final |
| 17  | Real Noroeste    | 3   | 2 | 1 | 0 | 1 | 1  | 2  | –1 | Eliminados na fase preliminar   |
| 18  | Manaus           | 3   | 2 | 1 | 0 | 1 | 3  | 5  | –2 | Eliminados na fase preliminar   |
| 19  | Fast Clube       | 3   | 2 | 1 | 0 | 1 | 2  | 4  | –2 | Eliminados na fase preliminar   |
| 20  | Vitória-ES       | 2   | 2 | 0 | 2 | 0 | 0  | 0  | 0  | Eliminados na fase preliminar   |
| 21  | Genus            | 1   | 2 | 0 | 1 | 1 | 2  | 4  | –2 | Eliminados na fase preliminar   |
| 22  | Humaitá          | 1   | 2 | 0 | 1 | 1 | 1  | 3  | –2 | Eliminados na fase preliminar   |
| 23  | São Raimundo-RR  | 0   | 2 | 0 | 0 | 2 | 2  | 4  | –2 | Eliminados na fase preliminar   |
| 24  | Galvez           | 0   | 2 | 0 | 0 | 2 | 1  | 4  | –3 | Eliminados na fase preliminar   |